# Sybra biroi
Sybra biroi là một loài bọ cánh cứng trong họ Cerambycidae.